# Louisa Dellert

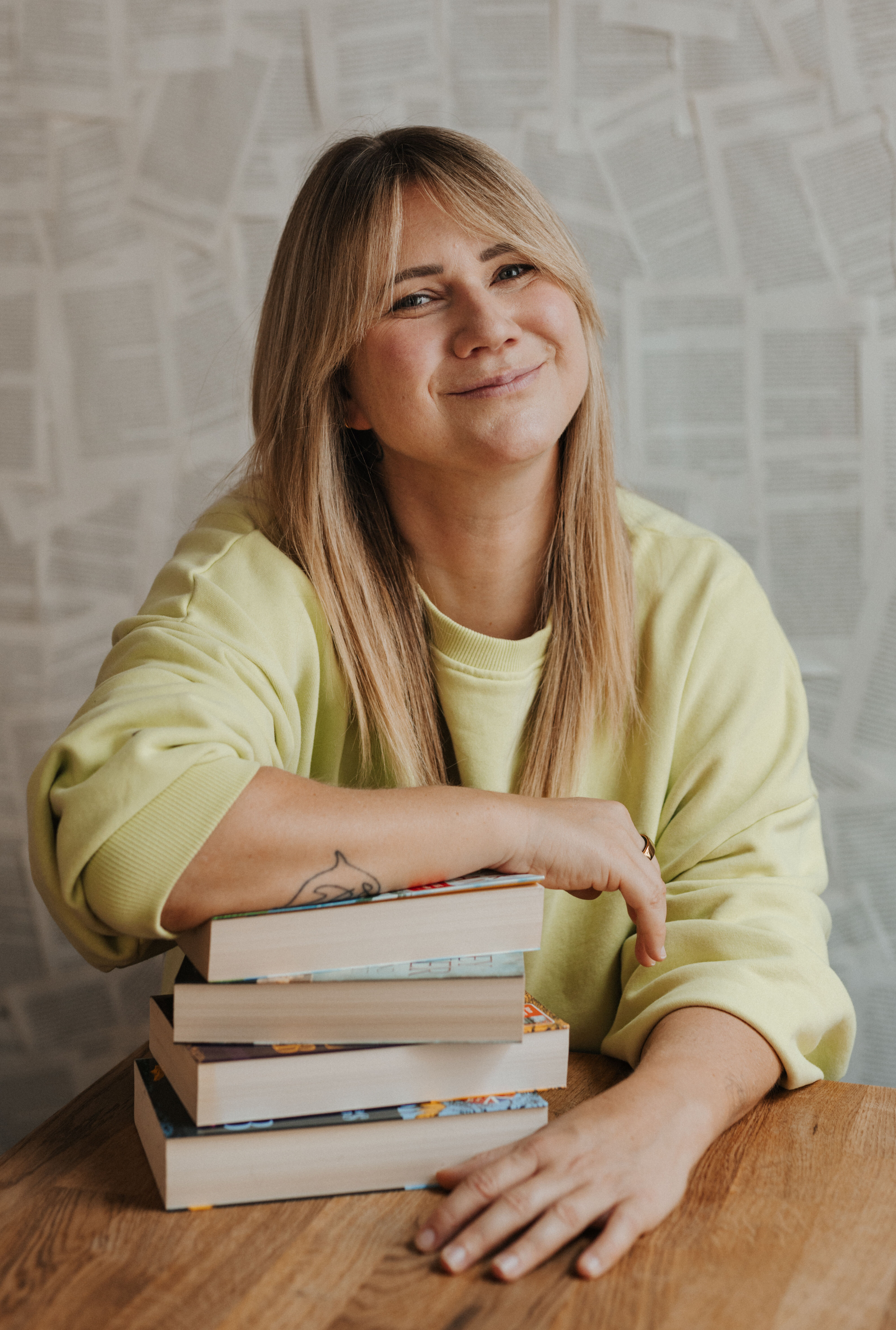
Louisa Dellert (2024)

Louisa Dellert (* 1989 in Wolfenbüttel) ist eine deutsche Autorin, Moderatorin und Influencerin.

## Leben
Dellert wurde in Wolfenbüttel geboren, wuchs in Hornburg auf und machte eine Ausbildung zur Kauffrau für Bürokommunikation. 2013 begann sie, Fitness-Videos auf Instagram zu veröffentlichen. Nach wiederholten gesundheitlichen Beschwerden wurde bei Dellert ein Loch in der Herzklappe diagnostiziert, aufgrund dessen sie für sechs Monate keinen Sport treiben durfte. In dieser Zeit verlegte Dellert ihre Instagram-Aktivitäten auf die Themen Nachhaltigkeit und Feminismus. Anstelle von Fitness behandelte Dellert seitdem Bodyshaming und Body-Positivity. Seitdem hat sich der Fokus von Dellert auf Nachhaltigkeit und politische Themen verlagert.
2017 eröffnete Dellert den Onlineshop Naturalou, der nachhaltige und Zero-Waste-Produkte anbietet. 2018 eröffnete eine Filiale des Shops in Braunschweig. 2018 erschien ihr erstes Buch Mein Herz schlägt grün. Es verkaufte sich rund 15.000 mal.
Seit 2019 hat Dellert ihren eigenen Podcast Lou, in dem sie über ihr Leben berichtet, gemischt mit politischen und gesellschaftlichen Themen und Interviews. Sie führte Interviews mit Politikern wie Cem Özdemir (Grüne), Christian Lindner (FDP), Olaf Scholz (SPD), Jens Spahn (CDU), Annalena Baerbock (Grüne), Mojib Latif oder Eckart von Hirschhausen. 2019 erschien außerdem ihr zweites Buch Wir, dem mit Platz 4 der Spiegel-Bestseller-Liste Sachbuch (Paperback) der höchste Neueinstieg in der 38. Kalenderwoche gelang. Im Oktober 2024 eröffnete sie in Braunschweig ein Buchcafé.
Sie arbeitet neben ihrer Tätigkeit als Influencerin freiberuflich als Social-Media-Beraterin. Dellert zog 2020 von Braunschweig nach Berlin. Im Jahr 2023 hat sie ihre Erkrankung an einer Depression öffentlich gemacht. Anfang des Jahres 2024 ist Dellert mit ihrem Freund zurück nach Braunschweig gezogen.

## Medienpräsenz
2017 war Dellert in dem Format Fitness Diaries auf dem Sender Sixx zu sehen.
Dellert unterhält einen Instagram- und einen Youtube-Kanal. Außerdem hat sie seit 2019 einen eigenen Podcast. 2019 war sie bei Hart aber fair in der ARD zu Gast und im Rahmen der Bundestagswahl 2021 Teil des Experten-Talks nach dem ersten Wahl-Triell auf RTL und n-tv. Sie war außerdem mehrmals zu Gast bei Eckart von Hirschhausens Quiz des Menschen und realisierte für das Format 2020 einen Beitrag über Menstruation.
Dellert wirkte bei TV- und Online-Reportagen für Stern, Brand eins, Der Spiegel und Business Insider mit. Als Influencerin arbeitete sie auf Instagram mit Ökostrom-Anbietern, nachhaltigen Modelabels und Herstellern dualer Müllsysteme, aber auch mit Ministerien und NGOs zusammen.
Neben Aminata Belli, MoTrip und Tarik Tesfu war Dellert von 2021 bis Mitte 2023 Moderatorin bei Deep und deutlich.

## Themen
Dellert behandelt in ihren Büchern, öffentlichen Auftritten und in den Sozialen Medien die Themen Feminismus, Nachhaltigkeit, Migration, Flucht und Rassismus. In ihrem Buch Wir zeichnet Dellert Gespräche mit Personen aus verschiedenen Teilen Deutschlands nach, die aus eigener Alltagserfahrung zu den Problemen wie Sexismus, Rassismus, Chancenungleichheit und Klimakrise berichten. Sie fordert eine Debattenkultur und offenen Austausch online und offline. Dellert trifft Politiker verschiedener Parteien und spricht sich nicht für eine bestimmte Partei aus. Ausgenommen ist die AfD, von der Dellert sich klar distanziert.
Dellert setzt sich außerdem für die Aufklärung über psychische Erkrankungen ein und berichtet in diesem Zusammenhang auch von persönlichen Erfahrungen.

## Kontroversen und Kritik
2019 bat Dellert auf Instagram ihre Follower um Geldspenden, um eine Bahncard und Equipment für ihre Formate finanzieren zu können, da sie unabhängig von Unternehmen und Sponsoren Inhalte produzieren wolle. Im Laufe der Aktion wurde sie Zielscheibe von Anfeindungen in Sozialen Medien, die sowohl sie als auch Freunde und Familienangehörige betrafen.
2020 geriet Internet-Comedian Hendrik Nitsch alias „Udo Bönstrup“ in Kritik für einen Post über die Wettkampfathletin Franziska Lohberger. Dellert veröffentlichte Kommentare, die Lohbergers Seite unterstützten, und wurde online von Nitsch angefeindet.
Wolfgang M. Schmitt sah Dellert 2021 als Teil derjenigen Influencer, die sich „pseudo-politisch“ geben, die aber „dezidiert nicht journalistisch“ arbeiten und „bloß ihre gefilterte ‚Personality‘ mit Lifestyle-Politik [verknüpfen]“ und sich „bei lammfrommen Politikerinterviews im Glanz des Ruhms [sonnen].“

## Veröffentlichungen
- 2018: Mein Herz schlägt Grün. Komplett-Media, ISBN 978-3-8312-0471-7
- 2021: Wir. Weil nicht egal sein darf, was morgen ist. Komplett-Media, ISBN 978-3-8312-0592-9

## Auszeichnungen
- 2017: About You Awards – Fitness[28]
- 2018: Salus Medienpreis (Nachwuchspreis)[29]
- 2020: Umweltmedienpreis der Deutschen Umwelthilfe (Publikumspreis)[30]
- 2020: Social Style Hero der Bunte[31]
- 2020: Nominiert für den "25 Frauen, die unsere Welt zukunftsfähig machen" Award der Edition F (abgesagt)[32]